# Clepsis lindebergi
Clepsis lindebergi là một loài bướm đêm thuộc họ Tortricidae. Loài này có ở a narrow area có ở Phần Lan, phía nam qua Ba Lan, Slovakia và Áo tới Ý.
It is endangered because of habitat loss. Loài này có ở seminatural dry vùng đồng cỏ.
Sải cánh dài 18–20 mm. Con trưởng thành bay từ tháng 6 đến tháng 7.